# Стеријина награда за текст савремене драме
Стеријина награда за текст савремене драме је признање за најбољи текст савремене драме домаћег писца изведен на Стеријином позорју.
Награда се додељује од другог Фестивала, одржаног 1957, а састоји се од дипломе, фигурине Јована Стерије Поповића, златне значке и новчаног износа.
Осим награде за текст савремене драме, повремено су додељиване и заједничка награда жирија Стеријиног позорја и Града Вршца за текст савремене комедије и ванредна награда за текст.

## Добитници

### Стеријина награда за текст савремене драме
| Година | Добитник                  | Дело                                                   | Реф.  |
| ------ | ------------------------- | ------------------------------------------------------ | ----- |
| 1957.  | Александар Обреновић      | Небески одред                                          | [ 1 ] |
| 1957.  | Ђорђе Лебовић             | Небески одред                                          | [ 1 ] |
| 1958.  | Маријан Матковић          | Вашар снова                                            | [ 1 ] |
| 1959.  | награда није додељена     | награда није додељена                                  | [ 1 ] |
| 1960.  | Мирослав Крлежа           | Аретеј или легенда о Светој Анцили                     | [ 1 ] |
| 1961.  | Доминик Смоле             | Антигона                                               | [ 1 ] |
| 1962.  | награда није додељена     | награда није додељена                                  | [ 1 ] |
| 1963.  | Борислав Михајловић Михиз | Бановић Страхиња                                       | [ 1 ] |
| 1964.  | награда није додељена     | награда није додељена                                  | [ 1 ] |
| 1965.  | Јован Христић             | Савонарола и његови пријатељи                          | [ 1 ] |
| 1965.  | Ђорђе Лебовић             | Халелуја                                               | [ 1 ] |
| 1966.  | награда није додељена     | награда није додељена                                  | [ 1 ] |
| 1967.  | Александар Поповић        | Развојни пут Боре Шнајдера                             | [ 1 ] |
| 1968.  | Примож Козак              | Конгрес                                                | [ 1 ] |
| 1969.  | Велимир Лукић             | Афера недужне Анабеле                                  | [ 1 ] |
| 1970.  | награда није додељена     | награда није додељена                                  | [ 1 ] |
| 1971.  | Андреј Хинг               | Освајач                                                | [ 1 ] |
| 1972.  | Иво Брешан                | Представа „Хамлета” у селу Мрдуша Доња, опћине Блатуша | [ 1 ] |
| 1973.  | награда није додељена     | награда није додељена                                  | [ 1 ] |
| 1974.  | Велимир Лукић             | Завера или дуго путовање у ноћ                         | [ 1 ] |
| 1975.  | Љубомир Симовић           | Хасанагиница                                           | [ 1 ] |
| 1976.  | награда није додељена     | награда није додељена                                  | [ 1 ] |
| 1977.  | награда није додељена     | награда није додељена                                  | [ 1 ] |
| 1978.  | Милица Новаковић          | Камен за под главу                                     | [ 1 ] |
| 1979.  | Душан Јовановић           | Ослобођење Скопља                                      | [ 1 ] |
| 1980.  | Горан Стефановски         | Дивље месо                                             | [ 1 ] |
| 1981.  | Деана Лесковар            | Слике жалосних доживљаја                               | [ 1 ] |
| 1982.  | Драго Јанчар              | Дисидент Арнож и његови                                | [ 1 ] |
| 1983.  | Слободан Шнајдер          | Хрватски Фауст                                         | [ 1 ] |
| 1984.  | Душан Ковачевић           | Балкански шпијун                                       | [ 1 ] |
| 1985.  | Руди Шелиго               | Ана                                                    | [ 1 ] |
| 1986.  | Љубомир Симовић           | Путујуће позориште Шопаловић                           | [ 1 ] |
| 1987.  | Душан Ковачевић           | Свети Георгије убива аждаху                            | [ 1 ] |
| 1988.  | Слободан Селенић          | Ружење народа у два дела                               | [ 1 ] |
| 1989.  | Синиша Ковачевић          | Ново је доба                                           | [ 1 ] |
| 1990.  | Душан Јовановић           | Зид, jезеро                                            | [ 1 ] |
| 1991.  | Вида Огњеновић            | Је ли било кнежеве вечере?                             | [ 1 ] |
| 1992.  | Синиша Ковачевић          | Ђенерал Милан Ђ. Недић                                 | [ 1 ] |
| 1993.  | Љубомир Симовић           | Чудо у Шаргану                                         | [ 1 ] |
| 1994.  | Александар Поповић        | Тамна је ноћ                                           | [ 1 ] |
| 1995.  | Синиша Ковачевић          | Јанез                                                  | [ 1 ] |
| 1996.  | Игор Бојовић              | Извањац                                                | [ 1 ] |
| 1997.  | Горан Марковић            | Турнеја                                                | [ 1 ] |
| 1998.  | Биљана Србљановић         | Породичне приче                                        | [ 1 ] |
| 1999.  | Небојша Ромчевић          | Каролина Нојбер                                        | [ 1 ] |
| 2000.  | Стеван Копривица          | Бокешки D-mol                                          | [ 1 ] |
| 2001.  | Вида Огњеновић            | Јегеров пут                                            | [ 1 ] |
| 2002.  | Душан Ковачевић           | Доктор Шустер                                          | [ 1 ] |
| 2003.  | Биљана Србљановић         | Супермаркет                                            | [ 2 ] |
| 2004.  | Биљана Србљановић         | Америка, други део                                     | [ 2 ] |
| 2005.  | Угљеша Шајтинац           | Хадерсфилд                                             | [ 2 ] |
| 2006.  | Биљана Србљановић         | Скакавци                                               | [ 2 ] |
| 2007.  | Милена Марковић           | Наход Симеон                                           | [ 2 ] |
| 2008.  | Биљана Србљановић         | Барбело, о псима и деци                                | [ 2 ] |
| 2009.  | Милена Марковић           | Брод за лутке                                          | [ 2 ] |
| 2010.  | Маја Пелевић              | Поморанџина кора                                       | [ 2 ] |
| 2011.  | награда није додељена     | награда није додељена                                  | [ 3 ] |
| 2012.  | Олга Димитријевић         | Радници умиру певајући                                 | [ 3 ] |
| 2013.  | Федор Шили                | Чаробњак                                               | [ 3 ] |
| 2014.  | Биљана Србљановић         | Мали ми је овај гроб                                   | [ 3 ] |
| 2015.  | Милена Марковић           | Змајеубица                                             | [ 3 ] |
| 2016.  | Тања Шљивар               | Ми смо они на које су нас родитељи упозоравали         | [ 4 ] |
| 2017.  | награда није додељена     | награда није додељена                                  |       |
| 2018.  | Милена Богавац            | Јами дистрикт                                          | [ 5 ] |
| 2019.  | Вида Огњеновић            | Козоцид                                                | [ 6 ] |
| 2020.  | Димитрије Коканов         | Кретање                                                | [ 7 ] |
| 2021.  | Олга Димитријевић         | Радио Шабац                                            | [ 8 ] |
| 2022.  | Маја Пелевић              | Последње девојчице                                     | [ 9 ] |

### Стеријина награда за текст савремене комедије
| Година | Добитник              | Дело                                      | Реф.  |
| ------ | --------------------- | ----------------------------------------- | ----- |
| 1970.  | Зоран Петровић        | Село Сакуле, а у Банату                   | [ 1 ] |
| 1971.  | Бора Ћосић            | Улога моје породице у светској револуцији | [ 1 ] |
| 1972.  | Борислав Пекић        | На лудом белом камену                     | [ 1 ] |
| 1974.  | Душан Ковачевић       | Маратонци трче последњи круг              | [ 1 ] |
| 1977.  | Иван Кушан            | Чаруга                                    | [ 1 ] |
| 1984.  | Тоне Патрљич          | Мој тата социјалистички кулак             | [ 1 ] |
| 1985.  | Иво Брешан            | Свечана вечера у погребном предузећу      | [ 1 ] |
| 1988.  | Душан Ковачевић       | Клаустрофобична комедија                  | [ 1 ] |
| 1989.  | Небојша Ромчевић      | Силе у ваздуху                            | [ 1 ] |
| 1990.  | Александар Поповић    | Кус петлић                                | [ 1 ] |
| 1991.  | Александар Поповић    | Бела кафа                                 | [ 1 ] |
| 1992.  | Вељко Радовић         | Догађаји у магарчевој сјенци              | [ 1 ] |
| 1993.  | Миодраг Станисављевић | Василиса Прекрасна                        | [ 1 ] |
| 1994.  | Миладин Шеварлић      | Змај од Србије                            | [ 1 ] |
| 1995.  | Игор Бојовић          | Мачак у чизмама                           | [ 1 ] |

### Ванредна награда
| Година | Добитник                  | Дело                                         | Реф.  |
| ------ | ------------------------- | -------------------------------------------- | ----- |
| 1960.  | Александар Обреновић      | Варијације                                   | [ 1 ] |
| 1961.  | Коле Чашуле               | Црнила                                       | [ 1 ] |
| 1961.  | Борислав Михајловић Михиз | Аутобиографија Бранислава Нушића, адаптација | [ 1 ] |
| 1966.  | Александар Поповић        | Крмећи кас                                   | [ 1 ] |
| 1968.  | Грегор Стрниша            | Инорог                                       | [ 1 ] |
| 1968.  | Ђорђе Лебовић             | Викторија                                    | [ 1 ] |
| 1969.  | Ференц Деак               | Боровнице                                    | [ 1 ] |
| 1970.  | Душан Радовић             | На слово, на слово                           | [ 1 ] |
| 1974.  | Мирослав Крлежа           | Пут у рај                                    | [ 1 ] |
| 1986.  | Драго Јанчар              | Велики бриљантни валцер                      | [ 1 ] |
| 1988.  | Горан Стефановски         | Црна рупа                                    | [ 1 ] |